# Pierre Diriken
Pierre Diriken, né le 16 février 1882 à Tongres et y décédé le 29 janvier 1960 fut un homme politique belge socialiste.

## Biographie
Diriken fut secrétaire du syndicat socialiste et imprimeur-typographe.
Il fut le personnage clé du socialisme limbourgeois de l'entre deux guerres. Fils de couvreur, il fut aide d'imprimeur avant de migrer à Liège, où il fut mieux payé et où il toucha au socialisme. En 1900, il devint à nouveau actif dans le Tongerse Werkersbond. Entre 1906 et 1909 il érigea un syndicat de tanneurs et un de Construction et Bois.  En novembre 1909, il fonda la première coopérative socialiste de Tongres (Tongers Huis). Il en fut le premier secrétaire et il écrit des colonnes[pas clair] dans Vooruit. 
Il contribua aussi à l'érection du syndicat des Mineurs (1911), la Jeune Garde Socialiste, le Comité local du POB, le comité pour le droit de vote généralisé, le cercle d'études, la mutualité (1921) et le syndicat métallurgiste. Après la 1re guerre, le POB le nomme propagandiste permanent pour la province de Limbourg, chef provincial des mutualités et du syndicat. Aux élections communales de 1921, Diriken est élu à Tongres, mais reste dans l'opposition. Cinq ans plus tard, il obtient la majorité absolue en cartel avec les libéraux. Diriken devient échevin. De 1925 à 1946 et de 1949 à 1950, il fut coopté comme sénateur. En 1932, il devient à nouveau échevin, mais en 1938, les socialistes, divisés, subissent une défaite. En 1953, il sera pour un seul terme le premier bourgmestre socialiste de Tongres. 
Durant la Seconde Guerre mondiale, il rallie la Résistance. Le 4 novembre 1942, il est arrêté est enfermé, d'abord à Anvers, puis à Breendonk et enfin il est déporté à Buchenwald, où il reste jusqu'à la fin de la guerre. À son retour, il est élu député (1950-60).

## Sources
- Bio sur ODIS